# George Payne Rainsford James
George Payne Rainsford James (1799-1860) fue un novelista y escritor histórico británico.

## Biografía
Nacido en Londres en 1799, hijo de un médico, fue durante varios años cónsul británico en diversos lugares de Estados Unidos y Europa. Empezó sus actividades literarias muy joven, convirtiéndose en un escritor muy prolífico, hasta el punto de que sus obras alcanzaron los cien volúmenes. Este ritmo editorial tan elevado perjudicó a su reputación, aunque sus libros fueron muy populares. Entre ellos se encuentran títulos como Richelieu (1829), Philip Augustus (1831), The Man at Arms (1840), The Huguenot (1838), The Robber, Henry of Guise (1839), Agincourt (1844) o The King's Highway (1840). Además de estas novelas también escribió Memoirs of Great Commanders o Life of the Black Prince, entre otros trabajos de índole histórica y biográfica. Ostentó el título honorífico de historiógrafo real. Falleció en 1860.
El diario español La Esperanza tradujo en 1844 para su folletín la novela The Gipsy (El Jitano), afirmando de la misma que «nada hay en ella que pueda herir los castos oídos de la joven pundorosa ni del padre de familia más rígido, al paso que abunda en situaciones interesantes, diversidad y consecuencia en los caracteres, interés dramático y sana moral en su complicada trama».